# Доброшевина
Доброшевина је насеље у општини Зубин Поток на Косову и Метохији. Атар насеља се налази на територији катастарске општине Зубин Поток. Историјски и географски припада Ибарском Колашину. Насеље је на левој речној тераси између Ибра и два потока која га одвајају од Придворице и Читлука. Дели се на Доњу Доброшевину и Горњу Доброшевину. Изнад села на обронцима брега Клопотника (988 м), обронка планине Рогозне се налази Манастир Дубоки Поток. После ослобађања од турске власти место је у саставу Звечанског округа, у срезу митровичком, у општини радич-пољској и 1912. године има 78 становника.

## Демографија
Насеље има српску етничку већину.
Број становника на пописима:
- попис становништва 1948. године: 109
- попис становништва 1953. године: 112
- попис становништва 1961. године: 133
- попис становништва 1971. године: 108
- попис становништва 1981. године: 84
- попис становништва 1991. године: 85